# Лундаль, Харри
Ха́рри Си́гурд Лундаль (швед. Harry Sigurd Lundahl; 16 октября 1905 — 2 марта 1988) — шведский футболист и футбольный тренер, играл на позиции нападающего. Участник чемпионата мира 1934 года.

## Биография

### Клубная карьера
В 1926 году Лундаль присоединился к «Хельсингборгу», в составе которого играл в течение пяти сезонов. В сезонах 1926/27 и 1927/28 Лундаль два раза занимал второе место в списке лучших бомбардиров Аллсвенскана. Его результативность произвела высокое впечатление на Герберта Чепмена, тренировавшего в те годы лондонский «Арсенал». Ему был предложен профессиональный контракт с «Арсеналом», но его переход в стан «канониров» не состоялся из-за мнения его отца, который считал футбол в Англии опасным.
Он вернулся в «Хельсингборг» и в 1929 и 1930 годах завоевал два чемпионских титула. Сезон 1928/29 он забил во всех турнирах за «Хельсингборг» 89 голов и этот бомбардирский результат до сих является рекордным. Ему принадлежит бомбардирский рекорд Аллсвенскана — 22 хет-трика и 50 голов подряд с пенальти.
В 1931 году перешёл в «Эскильстуну», за которую играл в течение четырёх сезонов. В 1937 году вернулся в «Хельсингборг», в котором играл непродолжительное время, совмещая тренерскую должность.

### Карьера в сборной
Дебютировал за сборную Швеции 7 июня 1928 года в матче со сборной Норвегии — Швеция выиграла матч со счётом 6:1 и Лундаль забил 2 гола, ставшие для него первыми в составе сборной.
В составе сборной Швеции принимал участие на чемпионате мира 1934 года, но на поле не выходил. Всего за сборную Швеции сыграл 14 матчей и забил 13 голов.

### Тренерская карьера
С 1937 по 1941 год работал главным тренером «Мальме». В 1984 году многолетний президент «Мальме» Эрик Перссон в интервью назвал Лундаля величайшим тренером «Мальмё ФФ» всех времён. Он поставил его выше Антонио Дюрана и Боба Хафтона. Затем он работал спортивным журналистом в Гётеборге.

### Смерть
Скончался 2 мая 1988 года в Гётеборге в возрасте 82 лет.

## Достижения

### Командные
«Хельсингборг»
- Чемпион Швеции (2): 1928/29, 1929/30

### Личные
- Лучший бомбардир чемпионата Швеции (2): 1928/29 (31 гол), 1929/30 (26 голов)